# مشعلية عربية
المشعلية العربية أو الرشاد الحجري العربي (الاسم العلمي: Aethionema arabicum) هي نوع نباتي يتبع جنس المشعلية من الفصيلة الصليبية.